# Senaud
Senaud korábbi község (település) Franciaországban, Jura megyében. 2016. január 1-jén Florentia és Nantey községgel egyesült és Val-d’Épy új község része lett.
Lakosainak száma 52 fő (2018. január 1.). Senaud Coligny, Val-d'Épy, Nantey és Saint-Jean-d’Étreux községekkel határos.

## Népesség
A település népessége az elmúlt években az alábbi módon változott:
| Lakosok száma | 37   | 33   | 36   | 41   | 39   | 50   | 54   | 50   | 54   | 52   |
|               | 1962 | 1968 | 1982 | 1990 | 1999 | 2008 | 2011 | 2013 | 2017 | 2018 |